# Wilfred Benitez
Wilfred Benitez (* 12. September 1958 in New York) ist ein ehemaliger Boxer.

## Biografie
Wilfred Benitez begann im November 1973 mit erst 15 Jahren seine Profikarriere.
Am 6. März 1976 wurde Benitez im Alter von 17 Jahren und 5 Monaten in seinem 26. Profikampf jüngster Boxweltmeister aller Zeiten. Er besiegte bei dem Aufeinandertreffen zweier der größten Verteidigungsspezialisten der Geschichte die kolumbianische Boxlegende Antonio Cervantes nach Punkten. Cervantes wird vom „Ring Magazine“ als bester kolumbianischer Boxer und viertbester Halbweltergewichtler aller Zeiten bewertet.
Nachdem ihm 1977 der Weltmeistertitel aberkannt wurde, stieg Benitez in das Weltergewicht auf und siegte in zwei Kämpfen knapp gegen Bruce Curry, den Bruder von Donald Curry, musste allerdings in der ersten Begegnung dreimal zu Boden. Am 14. Januar 1979 gewann er den WBC-Weltmeistertitel gegen Carlos Palomino. Schon im November des Jahres verlor er den Gürtel jedoch durch technischen KO in der fünfzehnten Runde an Sugar Ray Leonard – die erste Niederlage seiner Karriere.
Anschließend stieg er wiederum eine Gewichtsklasse, in das Halbmittelgewicht, auf und besiegte am 23. Mai 1981 den WBC-Titelträger, den Rechtsausleger Maurice Hope, der zuvor mit Eckhard Dagge unentschieden geboxt hatte. Er verteidigte seinen Titel erfolgreich gegen Roberto Durán, verlor den Titel aber im Dezember 1982 gegen Thomas Hearns nach Punkten. Hearns sagte danach: „Nobody makes me miss like that.“
Er war zu diesem Zeitpunkt erst 24 Jahre alt, konnte allerdings bis zu seinem Karriereende 1990 nie wieder an frühere Erfolge anknüpfen und gewann keinen großen Kampf mehr. Benitez erlitt durch das Boxen Hirnschäden und lebt mittlerweile in einem Pflegeheim in Puerto Rico.